# 天には栄え

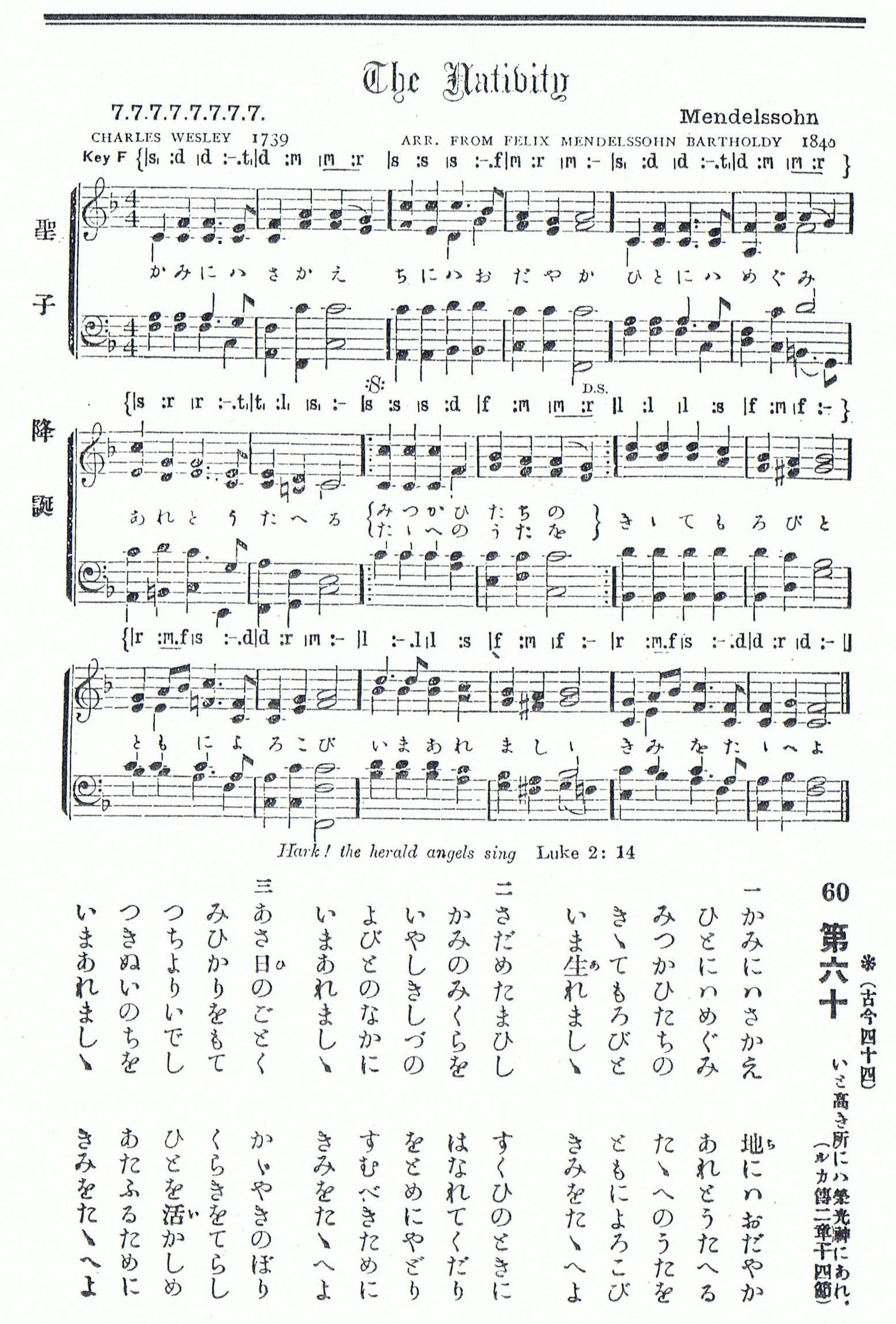
『讃美歌』1903年

天には栄え、（あめにはさかえ、英語: Hark! The Herald Angels Sing、 聴け！天の使いの紡ぐ御歌 ）は、代表的なクリスマス・キャロル、クリスマスの讃美歌。

## 概要
歌詞はチャールズ・ウェスレーによって作詞された（1739年出版）。チャールズ・ウェスレーは、メソジスト・リバイバルで用いられた、ジョン・ウェスレーの弟である。ただし当初のウェスレーの歌詞は今のものとはかなり違っており、現行の歌詞はメソジストの指導者のひとりであったジョージ・ホウィットフィールドによる改訂を経ている。
曲は、1840年に印刷術発明400年記念祝典のためにフェリックス・メンデルスゾーンによって作された男声合唱と管弦楽のためのカンタータ「祝典歌 (Festgesang) 」（WoO 9, MWV D 4, 別名「グーテンベルク・カンタータ」）の第2曲（Vaterland, in deinen Gauen）に由来する。
1855年にイギリスの音楽家ウィリアム・H・カミングズ (William Hayman Cummings) がホウィットフィールド版の歌詞をメンデルスゾーンの曲にあわせて歌うことを考案し、1861年に出版された『古今聖歌集』に収録されて普及した。
日本では1903年の讃美歌第60番「かみにはさかえ」、1954年の讃美歌第98番「天には栄え」、讃美歌21第262番「聞け、天使の歌」、日本福音連盟の聖歌第123番と聖歌の友社の聖歌 (総合版)第71番「聞けや歌声」、カトリック聖歌第652番「あめにはさかえ」、日本聖公会聖歌集第81番「神にはさかえ」として収録されている。
ケンの「めさめよ、わがたま」ウォッツの「さかえの主イエスの」トップレディの「ちとせの岩よ」と共に、イギリスの四大賛美歌と言われる。

## 英語歌詞
Hark! the herald angels sing,

"Glory to the new born King,

peace on earth, and mercy mild,

God and sinners reconciled!"

Joyful, all ye nations rise,

join the triumph of the skies;

with th' angelic host proclaim,

"Christ is born in Bethlehem!"

Hark! the herald angels sing,

"Glory to the new born King!"

Christ, by highest heaven adored;

Christ, the everlasting Lord;

late in time behold him come,

offspring of a virgin's womb.

Veiled in flesh the Godhead see;

hail th' incarnate Deity,

pleased as man with man to dwell,

Jesus, our Emmanuel.

Hark! the herald angels sing,

"Glory to the new born King!"

Hail the heaven-born Prince of Peace!

Hail the Sun of Righteousness!

Light and life to all he brings,

risen with healing in his wings.

Mild he lays his glory by,

born that man no more may die,

born to raise the sons of earth,

born to give us second birth.

Hark! the herald angels sing,

"Glory to the new born King!"

## 歌詞翻訳
聞け！天使たちの歌を

「王として生まれられた方に栄光あれ

地には慈悲と平和、

神と罪人を和解させてくださる」

喜びを持って すべての民よ

天の勝利に加われ

天使は宣言する

「キリストはベツレヘムにお生まれになった」

聞け!天使たちの歌うを

「新たな王に栄光あれ！」

キリストは、高き天にて崇められる

キリストは、永遠の主

さだめの時に来られ

処女の胎に宿られた

人となられた神

受肉された神

人の間に住まわれる

イエス様、インマヌエルなるお方

聞け！天使たちの歌うを

「新たな王に栄光あれ！」

たたえよ　平和の君

たたえよ　義の太陽

光といのちをもたらし

主のいやしのつばさ

新しいいのちを与えてくださる

聞け!天使たちの歌うを

「新たな王に栄光あれ！」

## 収録讃美歌
讃美歌（1954年版） 98番
讃美歌21 262番
聖歌 123番
聖歌 (総合版) 71番 （中田羽後訳）
新聖歌 79番
教会福音讃美歌 89番
新生讃美歌 167番
教会讃美歌 30番
希望の讃美歌 39番
日本聖公会聖歌集 81番
カトリック聖歌集 652番